# Pamigua
Pamigua (pl. Pamiguas) je nestalo pleme američkih Indijanaca porodice Tiniguan nastanjeno u drugoj polovici 18. st. na gornjem toku rijeke Yarí, Kolumbija, kasnije na aldeji Los Llanos del Guahibo i misiji Concepción de Arama, departman Meta, gdje ih je 1800. bilo 268. Pamigue su govorili, danas nestalim, vlastitim jezikom ili dijalektom pamigua, koji ponekad klasificiraju i porodici Salivan.